# Näckern
Näckern är en sjö i Linköpings kommun i Östergötland och ingår i Motala ströms huvudavrinningsområde.